# 로버트 H. 디키
로버트 헨리 디키(영어: Robert Henry Dicke, /ˈdɪki/; 1916년 5월 6일 – 1997년 3월 4일)는 미국의 물리학자로, 천체 물리학과 원자 물리학, 그리고 우주론과 중력의 분야에 공헌하였다.

## 생애
미국 세인트루이스에서 태어났고, 프린스턴 대학교에서 학사 학위를 마치고 1939년에 로체스터 대학교에서 핵물리학으로 박사 학위를 마쳤다. 제2차 세계대전중에 그는 매사추세츠 공과대학교 방사선 연구소에서 일하였다. 그곳에서 그는 레이다를 개발하였고, 디키 복사계와 마이크로파 수신기를 설계하였다. 그는 방사선 연구소의 지붕에서 이를 20K보다 낮은 우주 마이크로파 배경의 한계 온도를 설정하는 데 사용하였다.
전후 1946년 그는 프린스턴 대학교로 돌아왔고, 이곳에서 자신의 경력의 나머지를 보내게 되었다. 그는 원자 물리학에서 레이저와 전자의 회전 자기 비율을 측정하는 것을 연구하였다. 그의 분광학과 발관 전송 분야의 중대한 기여는 디키 좁아짐(영어: Dicke narrowing, 원자의 자유평균행로가 원자의 방사 전이의 한 파장의 길이보다 짧아지고, 광자의 흡수나 분출하는 동안에 원자의 속도와 방향은 많이 변하는 현상)이라 불리는 현상에 대한 예견이었다. 디키 좁아짐은 단파와 마이크로파 영역에서 상대적으로 낮은 압력에서 발생한다. 디키 좁아짐은 감마선에서 뫼스바우어 효과에 비견된다.
그는 등가 원리의 틀 아래에서 일반 상대성 이론의 정확도 검증에 관한 프로그램을 개발하는 데에 그의 남은 경력을 보냈다. 주목할만한 검증은 Roll과 Krotkov와 Dicke에 의한 등가 원리의 고전적인 검증으로, 여기에서 기존 작업에 비해 100배나 더 정확한 측정치를 얻었으며, 디키은 또한 일반 상대성 이론의 고전적 검증 가운데 하나인, 수성의 근일점 세차운동을 이해하는 데 유용한 태양 편평도를 측정하였다. 
한편, 1957년 그는 폴 디랙의 큰 수 가설과 마흐의 원리로부터 영감을 받은 대안 중력 이론을 처음 제안하였고, 이후 칼 브랜스(영어: Carl H. Brans)와의 작업으로 1961년 브랜스-디키 이론을 발표하였다. 이 이론은 일반 상대성 이론에서 중력 상수를 스칼라 장으로 대체하며, 등가 원리를 위배한다.
폴 디랙은 중력 상수가 (단위를 적절히 맞춘) 우주의 나이 역수와 대강 일치한다는 것을 관찰하고, 그렇다면 중력 상수는 이러한 평형을 유지하기 위해 시간에 따라 바뀌어야만 한다고 추측했다. 디키는 디랙의 관계가 일종의 선택 효과(선택 바이어스)임을 발견했다. 근본 물리법칙들은 중력 상수를 태양과 같은 주계열성의 수명과 연관시키며, 디키에 따르면 이는 생명의 존재와 결부되어 있다. 평형이 깨어졌을 다른 어떤 시대에는, 그 모순을 알아차릴 수 있는 지적인 생명체가 없을 것이다. 이것은 소위 약한 인간 중심 원리의 첫 번째 현대적 적용이다.